# 一吻救人事件
深圳一吻救人事件是指2011年6月9日下午，广东省深圳市人民南路人行天桥上，一名持刀年轻男子（四川人，16歲）准备跳桥自杀。打工妹刘文秀（安徽人，19岁）與同鄉韩蔓利路过，急中生智，向警方谎称是男子的女朋友，经过一番沟通，刘文秀亲吻男子摟着他的頸、韩蔓利籍機奪下他的刀，被亲的男孩双手从栏杆外拿了进来搂住了刘文秀的腰，消防人员趁机将他救下。

## 经过
2011年6月9日下午15点多，广东省深圳市罗湖区东门人民南人行天桥上，一名年轻男子用刀抵着自己，并情绪激动地与警方对峙着，准备跳桥自杀。多方劝阻无效，男子不让人靠近，警方只得远远的劝阻他。
两个在深圳景田汇邦大班水疗酒店工作的打工妹刘文秀和同事兼老乡韩蔓利恰好逛街路过，刘文秀看了一会儿，看到围观的人越来越多，男子情绪越来越不稳定，刘文秀觉得应该有人上去劝劝他，于是她向警方谎称是男子的女友，男子是因为她才跳桥的，警方才让刘文秀和韩蔓利接近跳桥男子。刚接近男子时，刘文秀和韩蔓利紧张的哭了，男子看到她们俩哭了，对她们抵触情绪小了很多，向她们述说自己的不幸。原来这名男子16岁，四川人，母亲早年去世，父亲又娶了个后妈，后妈对他不好，而且骗走了父亲的钱财，他一直感觉不到家的温暖，所以想自杀。刘文秀对男子说她也曾父母离异而绝望过，甚至在父母离异后无心念书，导致高一就辍学打工，还曾也自杀过手上还有刀痕，但她坚强地走过来了，也希望男子能够撑下去。男孩得到了刘文秀的理解，哭得更厉害，刘文秀也大哭，哭声比男孩还大。但半个小时过去了，男孩还是没有放弃要自杀，刘文秀为了救男孩向他提出说以后愿意做他女朋友，男孩说不相信，刘文秀搂住男孩的脖子亲吻了他，被亲的男孩双手从栏杆外拿了进来搂住了刘文秀的腰。消防员见状冲过去把男孩从天桥栏杆外拉了回来，救下他性命。

## 涉事主角
刘文秀（19歲，約1992年生），事發時任職深圳市景田汇邦大班水疗酒店的大堂咨客，2011年2月入職。安徽蚌埠五河县双忠庙镇刘蔡村人，五河县苏皖学校初中畢業，高一輟學。家里有个残疾的姐姐和同在深圳打工的弟弟。刘文秀6岁就和爷爷奶奶生活在一起，打工在外的爸爸妈妈很少回家。刘文秀学生时代成绩不错，初中时还是班上的团支书。但高一时，由于父母离异，刘文秀对生活失去了信心，没读完高一就辍学打工。由于爸爸妈妈关系不好，刘文秀过的不开心，原来也自杀过，现在手腕还有过去割腕自残的痕迹。
另一个救人的女孩叫韩蔓利，是刘文秀最好的朋友。她们是安徽老乡，在工作时认识，为了保护彼此在生活中她们互称表姐妹。韩蔓利比刘文秀大，两人关系很好。在刘文秀吻男孩的时候，韩蔓利抢下年轻男子手中的刀。
自杀男孩叫彭向阳，四川人，16歲（約1995年生），在惠阳打工。彭向阳在被救下后被警察带到医院，彭向阳在接受警察调查时不配合，说要等刘文秀，说这是对她的信任。后来，他和刘文秀还互留了电话，刘文秀还鼓励他好好生活。刘文秀一直想联系到彭向阳，想知道他现在的情况，但彭向阳再没有打过电话

## 事后
中央电视台、上海东方卫视、辽宁卫视、广东卫视等报道，「引起了一场人性美的探讨和争论，人们对这一义举的赞美超越了对传统意义见义勇为的褒奖」。刘文秀表示当时吻男孩没有多想，只是为了稳定他的情绪。刘文秀和韩蔓利回到酒店并没有把事情告诉任何人，还是公司同事在电视上无意看到并告诉公司领导，刘文秀的事迹在公司传开，刘文秀也成了学习的榜样。事件被报道后，很多酒店到刘文秀工作的酒店来想把刘文秀挖走，这让公司有些紧张，放了她一个大假，刘文秀在惠州休养了几天。8月10-11日期間，2011年世界大學生運動會在深圳傳火炬，劉文秀成為火炬手。
刘文秀因高一輟學，向記者透露想參加成人高考，目標学习酒店管理和英语专业。2013年11月深圳晚报追踪劉文秀動向，報導指江蘇张家港韦博国际英语免费接收她到学校学习，2011-2012年的一年多，刘文秀在张家港一边打工一边学习英语。事件再無後續。
深圳晚报2011年6月時圖文報導「生活中的刘文秀很可爱很阳光」，8月時深圳晚报指「有不少男士想通过本报找到刘文秀，希望能发展成为朋友，刘文秀对此都没有回应」

## 媒體評論
- 深圳晚報轉載了一則微博輿評「在当时情境下，她的做法也许不是最科学最合理的，但事后证明是最有效的。」
- 香港卫视执行台长杨锦麟微博写“这一吻救一命，无法救一生”。
- 深圳晚報讀者留言「她救的不僅僅是一個輕生的男子，她在挽救大眾慈悲之心。」
- 深圳晚報讀者鄭先生與歷史比較，「戰爭年代老區的婦女就曾有過將凍僵的戰士抱入懷中，用自己的身體去溫暖他們挽救他們生命的事蹟。在那個特殊年代，老區婦女所做的一切是崇高的，是對生命的敬畏。而少女劉文秀這一舉動，與戰爭時期老區婦女所做的事情是一樣，都是為了救命。」
- 深圳晚報向深圳見義勇為基金會查問一吻救人算不算是見義勇為，基金會指已向有關部門匯報。[7]